# Subnoctua
Subnoctua is een geslacht van vlinders van de familie uilen (Noctuidae), uit de onderfamilie Noctuinae.

## Soorten
- S. arbaminchensis Laporte, 1984
- S. tanganykae Berio, 1962